# تشارلز هنري هارت
تشارلز هنري هارت (بالإنجليزية: Charles Henry Hart) هو مؤرخ الفن ومحامي ومؤرخ أمريكي، ولد في 4 فبراير 1847، وتوفي في 29 يوليو 1918.